# Christa Wolf
Christa Wolf rođ. Ihlenfeld (Landsberg an der Warthe, 18. ožujka 1929. – Berlin, 1. prosinca 2011.) bila je njemačka književnica, jedna od najutjecajnih spisateljica u Njemačkoj Demokratskoj Republici. Dobitnica je brojnih nagrada, uključujući prestižnu nagradu Georg Büchner. Njezina djela prevedena su na mnoge jezike.